# Wytwórnia Wyrobów Bursztynowych
Wytwórnia Wyrobów Bursztynowych – polska spółdzielnia działająca w latach 1945–1997. Zajmowała się wytwarzaniem wyrobów bursztynowych takich jak biżuteria, galanteria i wyroby pamiątkarskie.

## Nazwa zakładu
W 1945 spotkać można było dwie nazwy: Wytwórnia Wyrobów Bursztynowych oraz Państwowa Wytwórnia Wyrobów Bursztynowych. W związku ze zmianą struktur organizacyjnych na przełomie lat 40. i lat 50. (przejście w zarząd CPLiA) stosowano w dokumentach również nazwy: Państwowa Fabryka Wyrobów Bursztynowych i Państwowe Przedsiębiorstwo Wyrobów Bursztynowych.
We wrześniu 1954 uchwalono nazwę Spółdzielnia Przemysłu Artystycznego i Ludowego "Wytwórnia Wyrobów Bursztynowych" w Gdańsku-Wrzeszczu, uchwalono zarazem formę prawną przedsiębiorstwa jako spółdzielni pracy.
Dla podkreślenia artystycznego charakteru działalności w 1962 nazwę zmieniono na "Wytwórnia Wyrobów Bursztynowych" Spółdzielnia Pracy Przemysłu Artystycznego.

## Historia

### Przed powstaniem WWB
Przed 1945 przy Posadowskyweg 41 umiejscowiona była spółka Behrendt&Fischer.

### Witold Bobowski i S-ka
Po II wojnie światowej zakład działał w tym samym miejscu, równolegle do niego przy ulicy Kochanowskiego 1 rozpoczęła działalność Gdańska Wytwórnia Wyrobów Bursztynowych - prywatny zakład stanowiący konkurencję dla WWB, założony przez Antoniego Biskupskiego i Wilhelma Nosala, w późniejszym czasie do udziałowców dołączył Witold Bobowski. Podczas bitwy o handel zakład został znacjonalizowany, a do 1955 wchłonięty przez WWB.

### Wytwórnia Wyrobów Bursztynowych
Pierwsze wzmianki o działalności Spółdzielni pojawiły się w 1945, w 1947 przejęła państwowy zakład w Sopocie działający przy ul. gen. Fischera 2. W 1950 nad przedsiębiorstwem ustanowiono zarząd CPLiA, w 1954 firma została przekształcona w spółdzielnię w celu przyjęcia do Centrali. Rok 1989 przyniósł problemy finansowe, produkcja została oparta głównie na odlewach, wzrósł również koszt pozyskiwania bursztyny, w połączeniu ze zmieniającą się modą oraz podejściem do biżuterii powtarzalne i uproszczone formy biżuterii spowodowały zamknięcie WWB w 1997. 

## Wytwórczość
Działalność zakładu koncentrowała się na wytwarzaniu biżuterii (pierścionki, bransolety czy naszyjniki, ale i hawajki - rodzaj naszyjnika z nawleczonymi koralikami bursztynowymi nieobrobionymi) oraz galanterii z bursztynu, bursztynu prasowanego i rekonstruowanego, żywicy lanej, kości słoniowej, tworzyw sztucznych (bakelitu, galalitu itp.) również z użyciem metali takich jak srebro czy mosiądz, zarówno na podstawie opraw własnej produkcji jak i z zakładów zewnętrznych. Surowiec pozyskiwany był poprzez skup od ludności oraz import (głównie z Królewca). Wzornictwo oparte było na wzorach przejętych po niemieckim zakładzie, gotowych oprawach bez kamieni dostarczanych przez Jadwigę i Jerzego Zaremskiego oraz wzorach własnych opracowywanych od 1951 do 1979 przez Jerzego Sankiewicza. W późniejszym czasie wzorcownia zatrudniała trzy osoby. Sprzedaż wyrobów odbywała się głównie poprzez sklepy Cepelia,